# Aulacocyclus fracticornis
Aulacocyclus fracticornis is een keversoort uit de familie Passalidae. De wetenschappelijke naam van de soort is voor het eerst geldig gepubliceerd in 1891 door Kuwert.